# Quinta Gameros
La Quinta Gameros es una mansión estilo art nouveau construida a principios del siglo XX en la ciudad de Chihuahua, México y es considerada de los más importantes monumentos arquitectónicos de la ciudad; actualmente propiedad de la Universidad Autónoma de Chihuahua, alberga el Centro Cultural Universitario Quinta Gameros. El académico e historiador Francisco de la Maza y de la Cuadra la califica como "la mejor casa estilo art nouveau que se construyera en la República y posiblemente en América".

## Historia

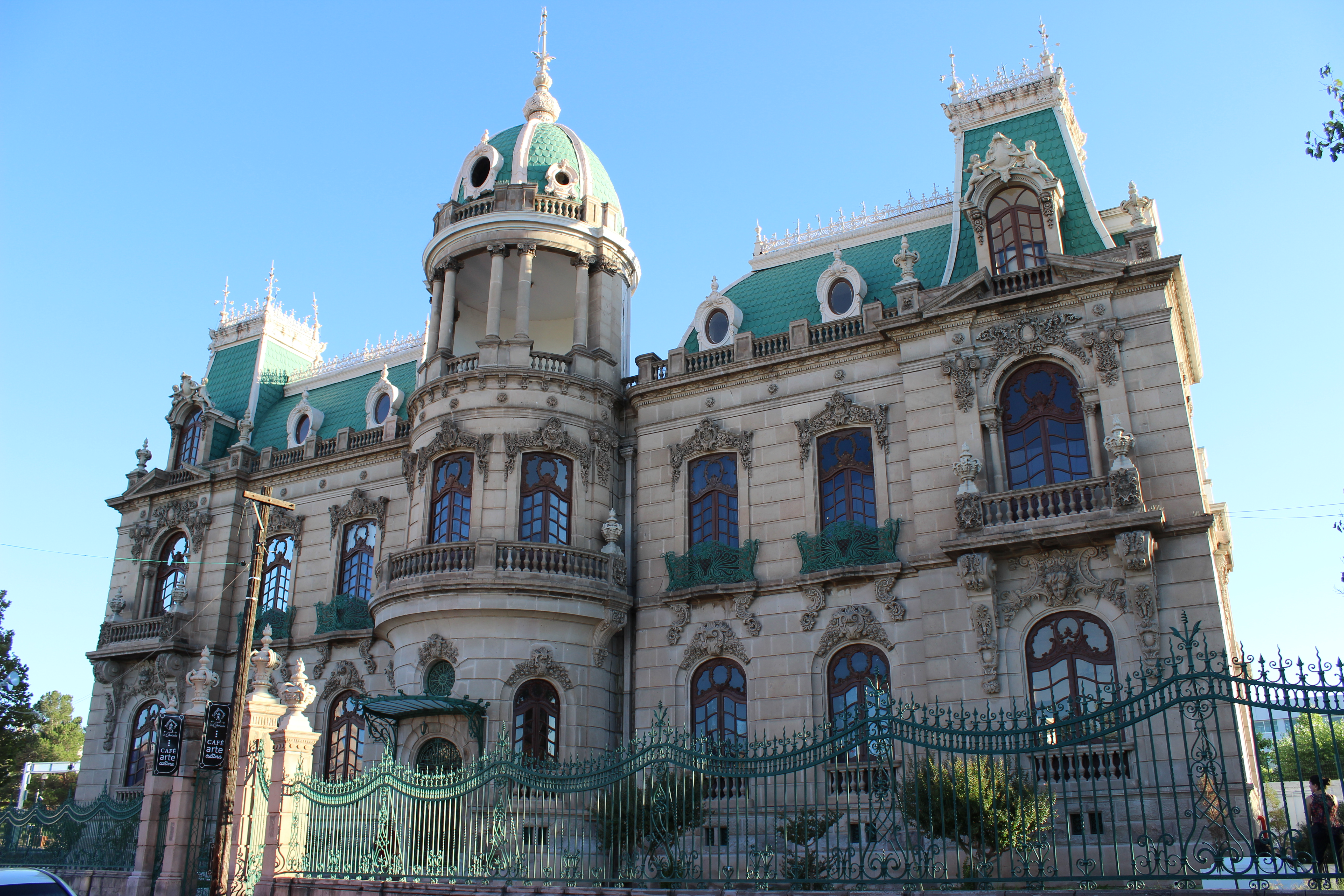
Fachada lateral de la Quinta Gameros

La Quinta Gameros fue proyectada y construida por un destacado miembro de la élite político-empresarial del porfiriato en Chihuahua, el Ing. Manuel Gameros Ronquillo, quien para ello adquirió el terreno en que la construyó a Gustavo Zork el 18 de febrero de 1907; en octubre del mismo año inició la construcción bajo el diseño del arquitecto colombiano Julio Corredor Latorre.
En 1904 Manuel Gameros había realizado un largo viaje por Europa durante el cual conoció una mansión localizada en el sur de Francia y que le sirvió como inspiración para la casa que deseaba construir para su familia en Chihuahua; para que pudiera planear su mansión, Gameros envió al arquitecto Corredor a visitar la construcción en la que se quería inspirar en Francia.
La construcción concluyó prácticamente en su totalidad en noviembre de 1910, fecha en que paradójicamente inició la Revolución mexicana, siendo uno de sus principales teatros de operaciones el estado de Chihuahua y entre sus objetivos estaba el combate a la dominación de personajes de la élite a la que pertenecía el propio Gameros; aunque la victoria de la primera etapa de la revolución en mayo de 1911 representó pocos cambios, la familia solo pudo disfrutar de su mansión durante alrededor de dos años, pues en octubre de 1913 Gameros fue nombrado Senador en la segunda XXVI Legislatura nombrada por Victoriano Huerta y en diciembre de ese año las tropas federales fueron derrotadas por las revolucionarias de la División del Norte al mando de Francisco Villa y en consecuencia tropas federales y las principales familias de la burguesía chihuahuense evacuaron la ciudad; la familia Gameros, junto con varias más, partió al exilio en Estados Unidos.

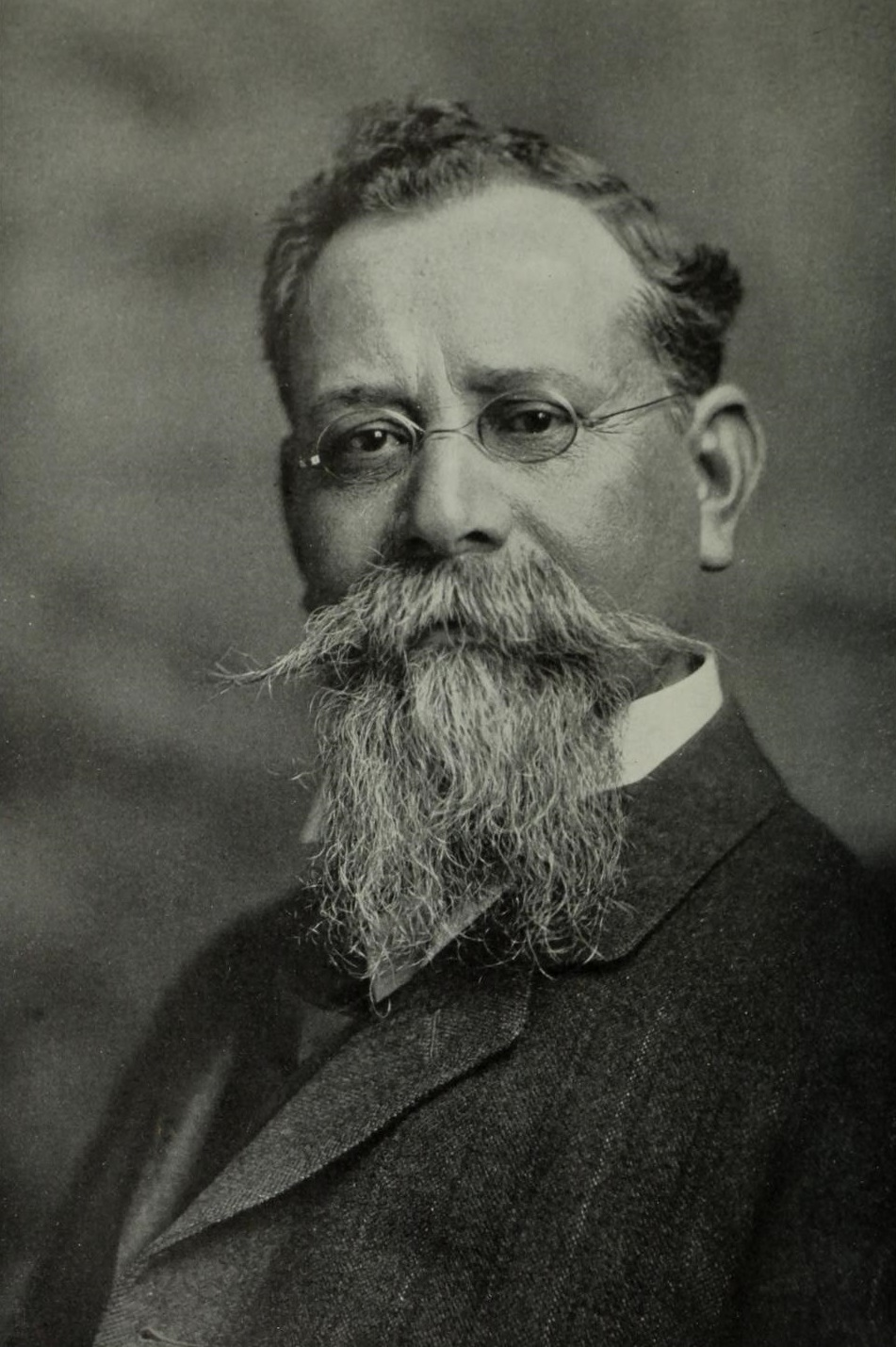
Venustiano Carranza, primer jefe del Ejército Constitucionalista. Ocupó la Quinta Gameros como residencia y despacho en los meses de abril y mayo de 1914.

El 8 de diciembre de 1913 Francisco Villa asumió la Gubernatura de Chihuahua y procedió a establecer un gobierno revolucionario que entre cuyas primeras medidas estuvo la incautación o intervención de los bienes de las familias enemigas de la misma, entre las cuales estuvo la Quinta Gameros, que fue convertida en residencia y despacho del entonces Primer Jefe del Ejército Constitucionalista, Venustiano Carranza, a su arribo a Chihuahua el 12 de abril de 1914.
En la Quinta Gameros ocurrió la entrevista entre Carranza y Villa que a la postre causaría el rompimiento entre ambos jefes, debido a que el 23 de abril de 1914 en Ciudad Juárez Villa hizo declaraciones públicas condenando el desembarco de tropas estadounidenses en Veracruz en contra de una orden expresa de Carranza de no hacerlo; ante ello, Carranza lo convocó a su despacho en la Quinta Gameros y le reclamó acremente su desobediencia, Villa respondió concentrando sus fuerzas alrededor de la Quinta y amenazando con atacar a las escoltas del Primer Jefe. El ataque se evitó en aquel momento pero la relación entre ambos, ya tensa desde antes, nunca se recuperó.
Carranza dejó la ciudad de Chihuahua y la Quinta Gameros continúo sirviendo para diversos fines, como oficina gubernamental, cuartel y hospital militar; en 1921 el gobierno de Álvaro Obregón restituyó muchas propiedades incautadas a sus antiguos dueños, entre los que estuvo la Quinta Gameros que volvió a ser habitada por la familia que la había construido desde ese año y hasta septiembre de 1926. El 9 de noviembre de ese mismo año la familia Gameros vendió su mansión al Gobierno del Estado.
El gobierno de Chihuahua destinó el edificio como sede del Supremo Tribunal de Justicia de Chihuahua y las oficinas del Departamento de Educación del estado, con lo que su denominación pasó a ser Palacio de Justicia y Educación Pública, posteriormente llegó a albergar una estación de radio, la Junta Central de Aguas y la Junta Local de Caminos.
El 8 de diciembre de 1954 el gobernador Óscar Soto Maynez decretó la creación de la Universidad de Chihuahua y destinó la Quinta Gameros como sede de su rectoría y de las escuelas de Ingeniería, Derecho y Música; la rectoría permaneció en el edificio hasta 1958 y el 9 de mayo de ese año el entonces gobernador Teófilo Borunda dispuso que el edificio se convirtiera en el Museo Regional de Chihuahua, bajó la administración de la propia Universidad y el Instituto Nacional de Antropología e Historia. El Museo Regional fue formalmente inaugurado el 22 de noviembre de 1961 por el presidente Adolfo López Mateos. El 19 de octubre de 1968 la Universidad recibió la autonomía, pasando desde ese momento la Quinta Gameros a formar parte de su patrimonio.
En 1971 y a instancias de la señora Blanca Patricia Clark, esposa del gobernador Óscar Flores Sánchez; se firmó un comodato entre la UACH, el INAH y el señor Pedro Fossas Requena, para que los muebles de la llamada Colección Requena que se encontraban en la mansión del mismo nombre en la Ciudad de México se exhibieran en la quinta como exposición permanente. Finalmente en septiembre de 1991 el Consejo Universitario de la UACH acordó que el hasta entonces Museo Regional Quinta Gameros recibiera el nombre oficial de Centro Cultural Universitario Quinta Gameros que conserva hasta la fecha.